# Estônia nos Jogos Olímpicos de Inverno da Juventude de 2016
A Estônia participará dos Jogos Olímpicos de Inverno da Juventude de 2016, a serem realizados em Lillehammer, na Noruega com 17 atletas em oito esportes.

## Biatlo

### Feminino
Hanna Moor

Anneliis Villukas

## Combinado Nórdico

### Masculino
Andreas Ilves

## Curling

### Equipe mista
Kristin Laidsalu

Britta Sillaots

Jarl Guštšin

Eiko-Siim Peips

## Esqui Alpino

### Feminino
Anna Lotta Jõgeva

### Masculino
Robert Heldna

Mart Všivtsev

## Esqui cross-country

### Feminino
Stine-Lise Truu

### Masculino
Kaarel Karri

## Patinação artística

### Dança no Gelo
Viktorija Semenjuk

Artur Gruzdev

## Patinação de velocidade

### Masculino
Kaspar Kaljuvee

Kermo Voitka

## Saltos de Esqui

### Masculino
Artti Aigro